# Rifugio Vallanta
Das Rifugio Vallanta (2450 m s.l.m.) ist eine in den Sommermonaten bewirtschaftete Schutzhütte in den Cottischen Alpen der norditalienischen Provinz Cuneo, Region Piemont.
Das Rifugio des Club Alpino Italiano (CAI) gehört zur Gemeinde Pontechianale (oberes Varaitatal, auch Valle Varaita) und liegt unterhalb des Monte Viso (3.841 m) nahe dem Passo di Vallanta.

## Übergänge
- Im Rahmen des Giro del Monviso (2-tägige Bergwanderung um den Monte Viso herum) durch den Buco di Viso, einen der ältesten Tunnel der Alpen, zum Rifugio Vitale Giacoletti und zum Rifugio Quintino Sella. Diese zwei Hütten liegen im Talschluss des nördlich benachbarten Valle Po.